# Гірничий музей Верхнього Гарца
51°49′02″ пн. ш. 10°20′09″ сх. д. / 51.8171° пн. ш. 10.3359° сх. д.Музей гірської справи у Верхньому Гарці (нім. Oberharzer Bergwerksmuseum) — історичний музей технології та культури, розташований у горах Гарц, у місті Клаусталь-Целлерфельд землі Нижня Саксонія, Німеччина. Є одним із найстаріших технологічних музеїв у Німеччині, представляє історію гірничої справи у Верхньому Гарці до XIX століття. Колекція музею почала формуватися 1884 року. Офіційне відкриття музею відбулося 1892 року.

## Інтернет-ресурси
- Internetpräsenz des Oberharzer Bergwerksmuseums
- Das Welterbe-Infozentrum in Clausthal-Zellerfeld
- Oberharzer Bergwerksmuseum in Clausthal-Zellerfeld als Station 5 der Welterbe-Route im Harz